# Rhodesiella luteoterminalis
Rhodesiella luteoterminalis är en tvåvingeart som beskrevs av Cherian 2002. Rhodesiella luteoterminalis ingår i släktet Rhodesiella och familjen fritflugor.
Artens utbredningsområde är Kerala (Indien). Inga underarter finns listade i Catalogue of Life.